# Taatsajärvi
Taatsajärvi är en sjö på gränsen mellan Sverige och Finland. Den svenska delen ligger i Kiruna kommun, svenska Lappland och den finska delen i Enontekis kommun, finländska Lappland. Sjön ingår i Torneälvens huvudavrinningsområde, har en area på 1,14 kvadratkilometer och en strandlinjen som är 6,45 kilometer lång. Den ligger 458,8 meter över havet. Taatsajärvi ligger i Torne och Kalix älvsystem Natura 2000-område.

## Delavrinningsområde
Taatsajärvi ingår i det delavrinningsområde (765659-170301) som SMHI kallar för Utloppet av Taatsajärvi. Medelhöjden är 522 meter över havet och ytan är 7,38 kvadratkilometer. Räknas de 24 avrinningsområdena uppströms in blir den ackumulerade arean 685,21 kvadratkilometer. Muonioälven (Njärrejåkkå) som avvattnar avrinningsområdet har biflödesordning 2, vilket innebär att vattnet flödar genom totalt 2 vattendrag innan det når havet efter 534 kilometer. Avrinningsområdet består mestadels av skog (57 procent) och kalfjäll (17 procent). Avrinningsområdet har 1,61 kvadratkilometer vattenytor vilket ger det en sjöprocent på 21,8 procent.